# Microéconomie
La microéconomie (ou micro-économie) est la branche de l'économie qui modélise le comportement des agents économiques (consommateurs, ménages, entreprises, etc.) et leurs interactions, notamment sur les marchés.
À l'inverse de la microéconomie, la macroéconomie modélise les relations entre les grands agrégats économiques, le revenu national, l'investissement, la consommation, le taux de chômage, l'inflation, etc.
La microéconomie théorique est un ensemble de concepts, de modèles et de résultats abstraits sur le comportement de ces agents économiques.
La microéconomie appliquée utilise les concepts de la microéconomie théorique pour comprendre le fonctionnement de différents domaines comme tel ou tel secteur industriel, ou encore le marché du travail, la famille, l'environnement, voire la criminalité.
La méthodologie de la microéconomie repose sur la modélisation économique, mais aussi sur la méthode expérimentale et sur des méthodes statistiques pour valider et calibrer les modèles économiques.
Plusieurs approches alternatives à la théorie microéconomique standard se sont développées comme la nouvelle économie institutionnelle, l'économie comportementale, la théorie du déséquilibre ou encore l'économie des conventions. L'économie féministe reproche à la microéconomie de considérer que la production a lieu exclusivement dans les firmes, et donc hors des ménages (qui sont des espaces dédiés à la consommation).

## Définitions
La microéconomie explore des hypothèses sur le comportement des agents et les interactions entre ces agents, notamment sur les marchés. L'agent économique peut être un individu mais aussi un groupe d'individus (un ménage, une entreprise, etc.).
Cette analyse des comportements individuels se fait à la lumière d’une méthode qui consiste à expliquer les facteurs subjectifs des individus ainsi que la rationalité de ces derniers. Le résultat de cette méthode se fait par la somme des individualités pour tirer des lois générales sur le fondement de l’individualisme méthodologique.

## Microéconomie théorique

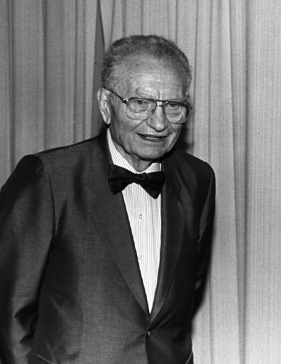
Paul Samuelson est considéré avec John Hicks comme un des pères de la microéconomie actuelle.

### Agents économiques
La microéconomie standard (ou néo-classique) modélise le comportement des agents économiques comme un comportement rationnel.
Le théorème de Debreu définit les conditions dans lesquelles les préférences peuvent être représentées par une fonction d'utilité.

#### Comportement du producteur
La microéconomie standard modélise le producteur comme un comportement de maximisation de la fonction de profit. Le profit est défini comme la valeur de la production à laquelle on soustrait les coûts (généralement le coût du travail et le coût du capital).

#### Comportements stratégiques des agents économiques et concurrence imparfaite
L'économie industrielle étudie le fonctionnement des marchés et les comportements des entreprises sur ces marchés. Elle traite notamment des situations dans lesquelles les entreprises disposent d'un pouvoir de marché, ce que les économistes appellent la concurrence imparfaite.

### Marché
Le marché est le lieu de rencontre réel ou fictif entre l'offre et la demande.

#### Structure du marché
Il existe différentes structures de marché. Dans un marché en concurrence parfaite, aucun agent n'a un pouvoir de marché assez élevé pour fixer les prix. On dit alors que les agents sont preneurs de prix (price taker). À l'inverse, dans un marché en concurrence imparfaite (monopole, duopole, oligopole, monopsone, duopsone, oligopsone ou encore concurrence monopolistique), les agents n'ont pas tous le même pouvoir de marché et certains sont en mesure de « faire les prix ». On dit alors qu'ils sont faiseurs de prix (price maker).

#### Équilibre du marché

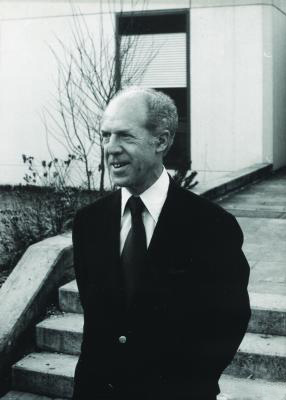
Gérard Debreu (1921-2004) a obtenu le prix Nobel d'économie en 1983 pour avoir démontré qu'en concurrence pure et parfaite, il existe un unique équilibre entre l'offre et la demande.

La théorie de l'équilibre général étudie les conditions d'existence et d'unicité d'un équilibre général sur l'ensemble des marchés.
La théorie de l'équilibre partiel étudie les conditions d'existence et d'une unicité d'un équilibre sur un marché particulier. L'hypothèse sous-jacente est alors que l'équilibre sur ce marché ne dépend pas de ce qui se passe sur les autres marchés.

### Optimum économique

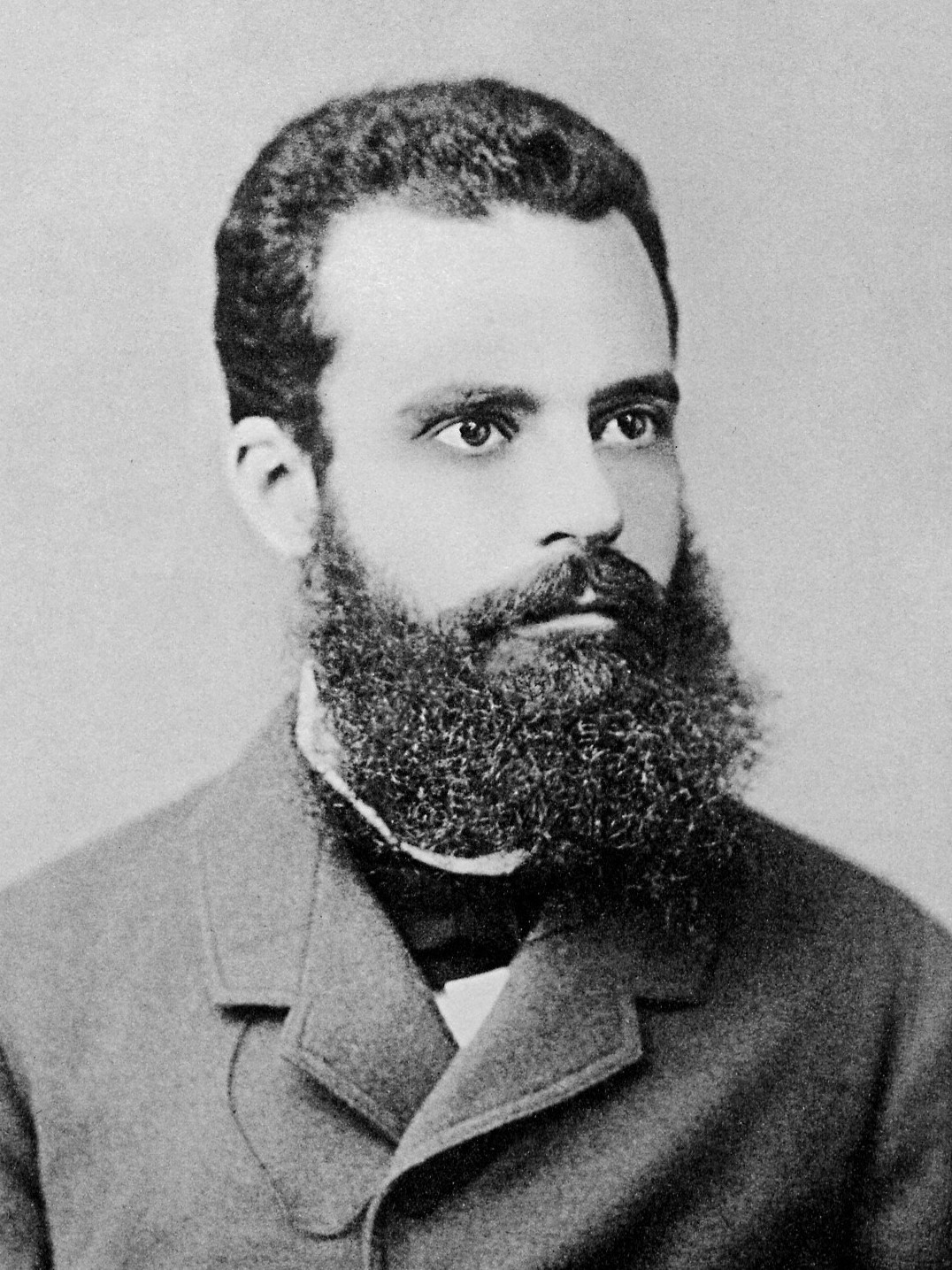
Vilfredo Pareto a défini la notion d'optimum de Pareto dans son Manuel d'économie politique.

Un optimum en microéconomie est un état dans lequel les différents acteurs du marché, tels que les consommateurs ou les producteurs, ont tous optimisé leur comportement, soit pour les consommateurs maximiser une utilité ou minimiser une dépense, soit pour les producteurs, maximiser un profit ou minimiser des coûts pour atteindre un niveau maximal de bien-être ou de satisfaction compte tenu des contraintes.
Une allocation de ressources est optimale au sens de Pareto (ou efficace au sens de Pareto) s'il n'existe pas d'autre allocation réalisable dans laquelle la situation de chaque agent serait au moins aussi bonne et la situation d'un agent strictement meilleure.
Les deux théorèmes de l'économie du bien-être établissent à quelles conditions tout équilibre de marché est un optimum de Pareto et à quelles conditions un optimum de Pareto peut être obtenu par un équilibre de marché.
Ces conditions se ramènent techniquement à des exigences de "convexité", par exemple l'absence de rendements d'échelle croissants et d'effets de réseaux, l'absence d'effets externes, et un traitement des incertitudes conforme à la théorie de l'utilité espérée sans asymétrie d'information. A contrario, les cas de non-réalisation de ces hypothèses définissent les "défaillances de marché" étudiées par la microéconomie et en particulier les problèmes d'information et d'externalités.
Le premier théorème de l'économie du bien-être énonce que, sous ces conditions, tout équilibre général en concurrence parfaite est un optimum de Pareto.
Le second théorème énonce que, sous ces conditions, tout optimum de Pareto peut être obtenu comme équilibre walrasien après réallocation des dotations initiales.

### Externalités

Arthur Cecil Pigou a théorisé la notion d'externalité et conceptualisé la notion de taxe pigouvienne pour remédier aux défaillances de marché.

L'existence d'externalités, c'est-à-dire d'un effet externe lié à l'activité d'un agent économique non pris compte par le marché, constitue un cas de défaillance du marché. Dans cette situation en effet, l'équilibre de marché n'est pas optimal.
En 1960, Ronald Coase a remis en cause l'analyse d'Arthur Pigou en montrant qu'en l'absence de coût de transaction, il est possible d'internaliser les externalités de marché (Coase 1960).

### Asymétries d'information

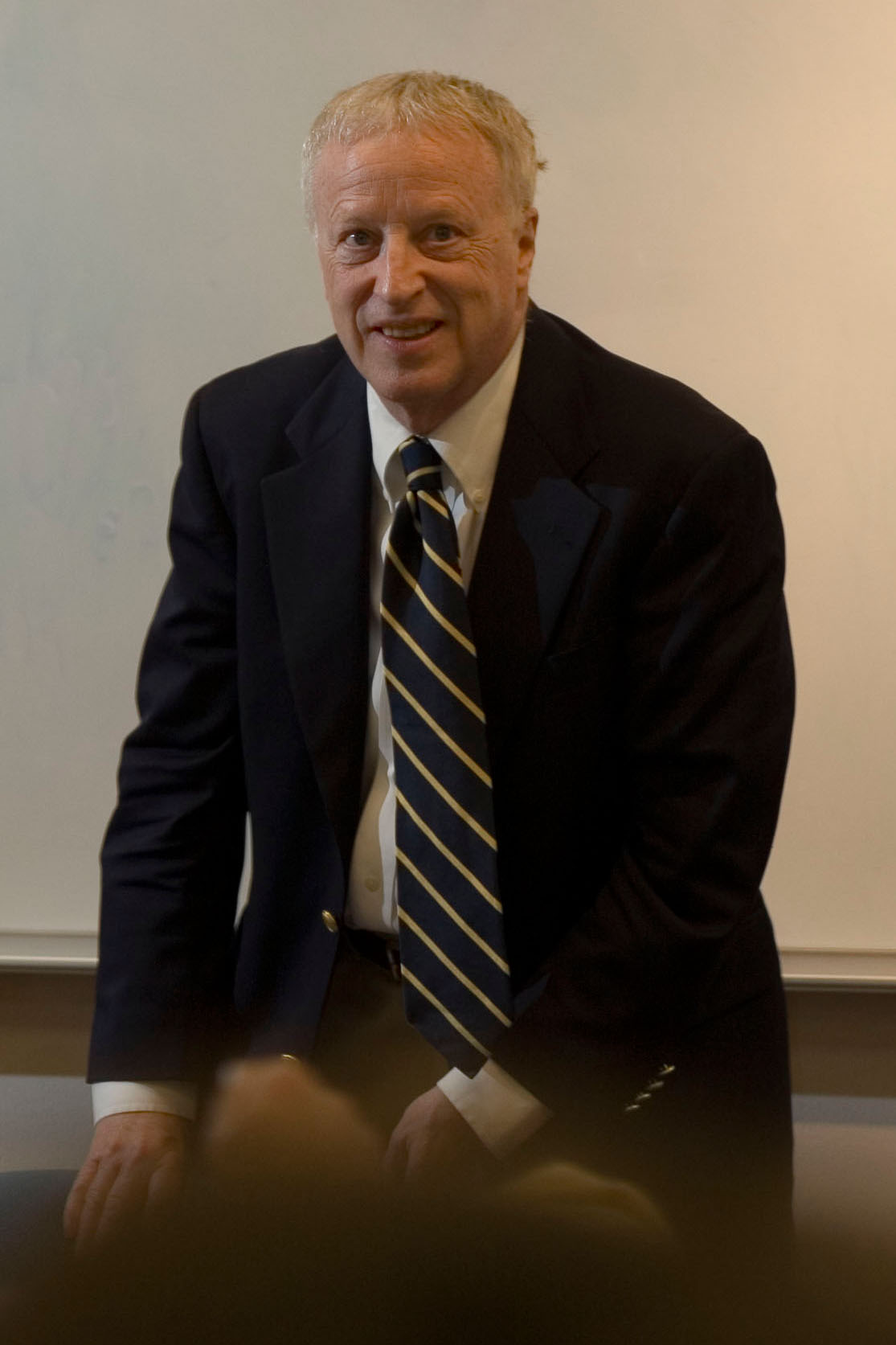
George Akerlof a reçu le prix Nobel d'économie en 2001 pour ses travaux sur la modélisation des asymétries d'informations, notamment avec son article ' (1970).

La concurrence parfaite suppose une information parfaite. Dans les années 1960 et 1970, la microéconomie a développé une modélisation des asymétries d'information autour de deux notions clés, la notion de sélection adverse (ou antisélection) et la notion d'aléa moral.
L'article de George Akerlof, The Market for Lemons (1970), propose une modélisation d'un marché dans lequel les acheteurs n'ont pas l'information sur la qualité des produits vendus en prenant l'exemple du marché des voitures d'occasion et montre le phénomène de sélection adverse.

### Théorie des contrats
La théorie des contrats conçoit les organisations, ou les institutions comme les familles ou les entreprises, comme des ensembles de contrats (des nœuds de contrats dans le jargon économique). Une entreprise est, par exemple, un nœud composé de contrats de travail, liant l'entreprise à ses salariés, de contrats la liant à ses clients et à ses fournisseurs, de contrats d'engagements bancaires et financiers, de contrats légaux la liant à son État ou ville de résidence en matières fiscale et réglementaire. Les marchés sont un autre cas particulier de tels nœuds de contrats, ici des contrats d'échange. Les États, au sens des organisations politiques gérant des espaces géographiques déterminés, sont un autre exemple de nœud contractuel, les Constitutions (ou les Chartes) se présentant comme des contrats généraux liant ces organisations aux peuples qu'ils gouvernent[réf. souhaitée].
Le développement de cette théorie a entraîné un approfondissement de la théorie de la négociation. En effet, son propos est non seulement d'expliquer comment et pourquoi se forment des contrats entre les agents, mais aussi les raisons pour lesquelles ils les remettent, ou pas, en cause au cours du temps. Toutes ces approches mobilisent largement pour ce faire les outils de la théorie des jeux, non coopératifs ou coopératifs, en information incomplète ou imparfaite[réf. souhaitée].

### Théorie du choix social

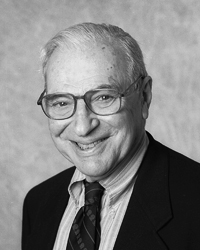
Kenneth Arrow a contribué à la théorie microéconomique grâce à la théorie des préférences révélées, ses travaux avec Gérard Debreu sur les conditions d'existence et d'unicité d'un équilibre général et sa contribution à la théorie du choix social grâce à son théorème d'impossibilité.

La théorie du choix social étudie la manière dont les préférences individuelles peuvent être agrégées pour prendre des décisions collectives. Cette théorie remonte aux travaux de Nicolas de Condorcet sur le vote et notamment au paradoxe de Condorcet.
Le théorème d'impossibilité d'Arrow, formulé par Kenneth Arrow en 1951, constitue le fondement de la théorie moderne du choix social (Arrow 1951).

## Microéconomie appliquée

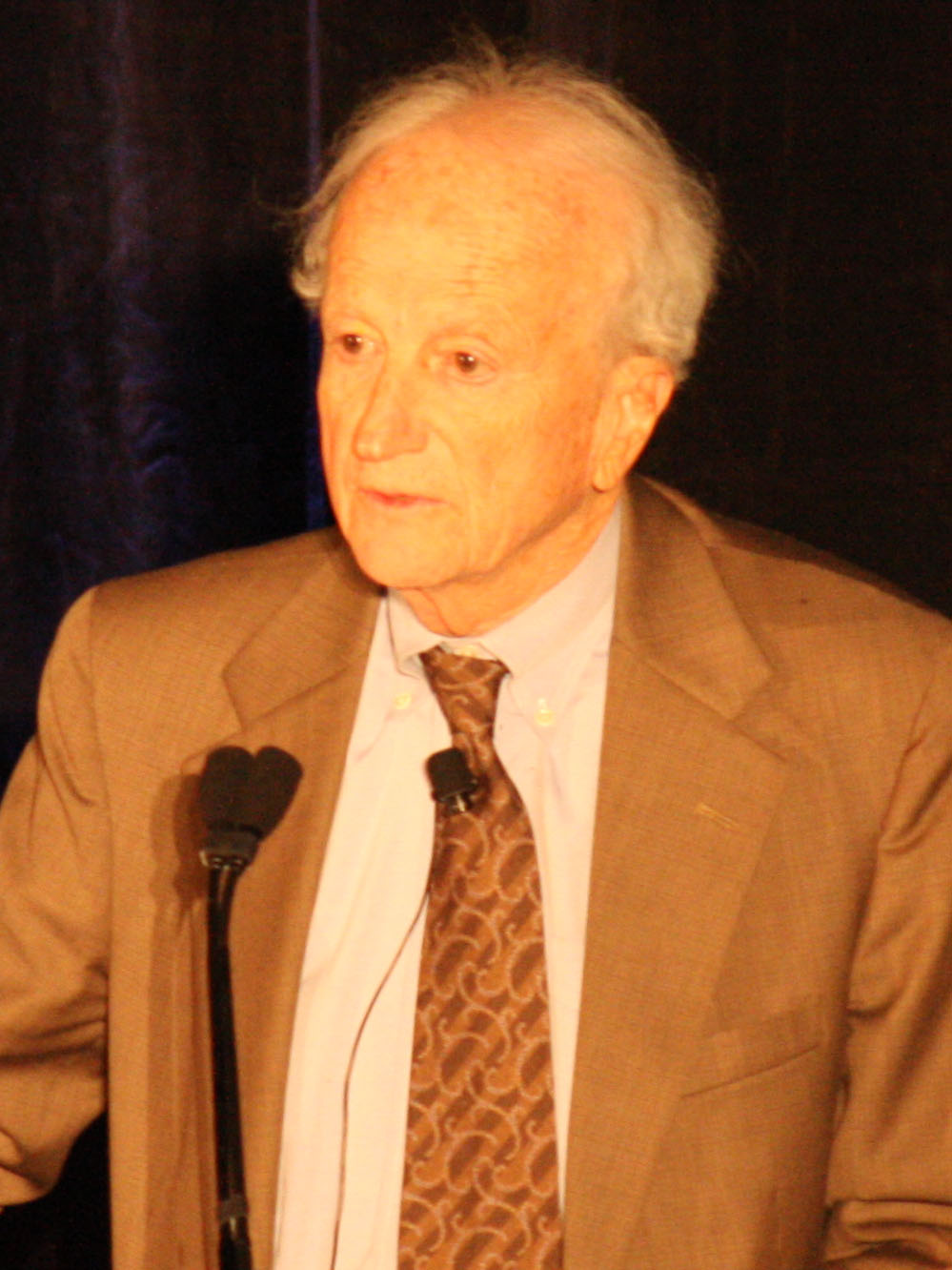
Gary Becker a appliqué la microéconomie pour comprendre les phénomènes de discrimination sur le marché du travail, les choix d'éducation en développant la notion de capital humain, la criminalité mais aussi la famille avec l'analyse du choix du conjoint et des décisions de fertilité (, 1981). Il a reçu le prix Nobel d'économie en 1992 pour sa contribution à la théorie économique.

### Marché du travail
La notion de capital humain introduite par Theodore Schultz et Gary Becker à la fin des années 1950 et au début des années 1960 a permis d'affiner l'analyse du marché du travail et de comprendre le lien avec l'éducation (Becker 1993).
La théorie de la recherche d'emploi permet de comprendre les déséquilibres sur le marché du travail et la persistance d'un chômage frictionnel.

### Éducation
La théorie du capital humain montre le lien entre l'éducation et la productivité des agents sur le marché du travail (Becker 1993).
Empiriquement, l'équation de Mincer permet d'estimer les rendements privés de l'éducation sur le marché du travail en contrôlant des effets de l'expérience.

### Organisation industrielle
L'organisation industrielle (ou économie industrielle ou Concurrence imparfaite et industrial organization en anglais) est la branche de la microéconomie qui étudie le fonctionnement des marchés et les comportements des entreprises sur ces marchés.
Elle traite notamment des situations dans lesquelles les entreprises disposent d'un pouvoir de marché, ce que les économistes appellent la concurrence imparfaite.
Elle ne se réduit toutefois pas à l'analyse de la concurrence imparfaite. Un de ses objectifs est d'évaluer la performance des marchés en matière d'efficacité et de bien-être collectif. À cet égard, l'économie industrielle comporte une dimension importante d'aide à la décision publique, pour tout ce qui touche à la régulation des marchés.

### Environnement
Les liens entre microéconomie et environnement ne sont pas absents. Effectivement, la taxe « pigouvienne » ayant pour but dans un premier de temps de réduire les externalités négatives se voit dévoiler un nouveau visage à l’aube de la prise de conscience de la question climatique. Dans la volonté de faire d’une pierre deux coups, la taxe carbone a, par analogie, été développée en France. Toutefois, les contestations des mouvements récents ont réduit sa popularité.

### Famille
L'économie de la famille analyse aussi bien la formation des couples (choix du conjoint), les décisions de fertilité, les choix d'éducation des enfants et les processus de décision au sein des ménages.
Concernant la fertilité, l'analyse de Gary Becker montre que, contrairement à ce que croyait Thomas Malthus qui supposait que la fertilité croissait avec le niveau de vie, les décisions de fertilité dans les pays modernes prennent en compte le coût d'opportunité de s'occuper de l'enfant et l'importance de l'investissement dans l'éducation de l'enfant.

### Droit et criminalité
L'analyse économique du droit tente de construire une théorie microéconomique néoclassique de la législation.

### Politique et démocratie
Duncan Black et Anthony Downs ont été les pionniers pour analyser la politique et la démocratie en utilisant l'analyse microéconomique.
Le théorème de l'électeur médian montre que pour des préférences unidimensionnelles, le résultat préféré de l'électeur médian est vainqueur de Condorcet de l'élection. Ceci conduit Anthony Downs à considérer que des partis qui choisissent leur programme de manière à maximiser leur probabilité d'être élu (parti downsien), proposent comme programme le programme préféré de l'électeur médian.
Anthony Downs a appliqué la théorie du choix rationnel à la décision de l'électeur d'aller voter. Il souligne qu'étant donné que la probabilité que le vote d'un électeur soit pivot (ie fasse basculer l'élection), l'espérance de gain ou l'espérance d'utilité liée au fait d'aller voter est quasi nulle et donc probablement inférieure au coût du vote. C'est ce qu'il appelle le paradoxe du vote ou paradoxe de la participation.

## Méthodologie

### Modélisation
La microéconomie de l’École classique se basait sur les axiomes de Senior. Ils sont reformulés par les économistes ultérieurs. La modélisation microéconomique standard (ou néo-classique) repose sur les paradigmes de l'individualisme méthodologique et la théorie du choix rationnel.
Elle suppose ainsi que les agents économiques sont censés disposer de capacités cognitives et d'informations suffisantes pour pouvoir, d'une part, construire des critères de choix entre différentes actions possibles et identifier les contraintes pesant sur ces choix, contraintes tant « internes » (leurs capacités technologiques s'il s'agit d'entreprises, par exemple), qu'« externes » (c’est-à-dire résultant de leur environnement économique), et, d'autre part, maximiser leur satisfaction sous contraintes. C'est le paradigme de l'Homo œconomicus.

### Méthode expérimentale

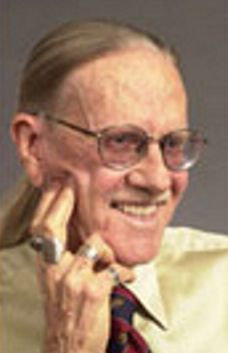
Vernon L. Smith a développé une méthode expérimentale appliquée à la microéconomie. Il a reçu le prix Nobel d'économie en 2002.

Vernon L. Smith a appliqué la méthode expérimentale à l'économie en développant des expériences de marché.
Les psychologues Daniel Kahneman et Amos Tversky ont appliqué la méthode expérimentale pour analyser les préférences et les décisions des individus.

### Méthodes statistiques
La microéconométrie est l'analyse de données individuelles sur le comportement économique des individus, des entreprises ou des ménages. La microéconométrie permet soit de tester des modèles microéconomiques, soit d'estimer statistiquement les paramètres de ces modèles.

## Critiques

### Critique de l'abstraction et du manque de réalisme de la microéconomie
Dans son ouvrage L'Imposture économique, Steve Keen critique le fait que les économistes essaient de modéliser l'économie en faisant comme si elle se comportait comme des marchés en concurrence parfaite alors que selon lui aucun marché réel n'a jamais approché cette abstraction. Steve Keen remet en doute la loi de la demande en soulignant que si les économistes parviennent à formuler un comportement cohérent pour un seul agent, ils n'arrivent pas à analyser le comportement d'un ensemble d'individus faisant société,,.
En France, Bernard Guerrien mène une critique fondamentale de la microéconomie classique en dénonçant des modèles abstraits et non pertinents.

### Critique du rôle de la microéconomie dans l'enseignement de l'économie
En France, au début des années 2000, le mouvement Autisme en économie a critiqué l'importance accordée à la microéconomie dans l'enseignement de l'économie à l'université au détriment d'autres approches comme l'histoire de la pensée économique.

## Approches alternatives
Historiquement, le développement de la microéconomie s'inscrit dans le programme de recherche de l'école néoclassique, d'où une certaine confusion entre les idées de cette école et la microéconomie. Il existe néanmoins de nombreuses recherches en microéconomie qui se situent en dehors du courant néoclassique : approches institutionnalistes (Oliver Williamson, Nelson et Winter), en économie des organisations (courant conventionnaliste, André Orléan, Olivier Favereau) ou en économie cognitive (Herbert Simon)[réf. nécessaire].

### Approche féministe
L'économie féministe reproche certains biais masculins à la microéconomie qui découle de l'économie néoclassique. Les inégalités de genre ne peuvent pas être expliquées uniquement par des différences de préférences. L'économie féministe insiste sur le fait que ce sont des rapports de domination et des constructions sociales qui donnent du pouvoir à certaines catégories de personnes, et obligent donc d'autres à s'y adapter, plutôt que d'être entièrement libres de leurs choix.

### Approche évolutionniste
En microéconomie, l'approche évolutionniste se caractérise par la prise en compte des effets dynamiques à deux niveaux: Au niveau des agents individuels l'accent est mis sur les processus d'apprentissage comportementaux, et au niveau des marchés l'accent est mis sur les effets d'interaction entre agents menant ou non à l'émergence d'un phénomène observable. Les auteurs représentatifs de ce courant sont Alan Kirman, Jean-François Laslier, Jacques Lesourne, André Orléan, Bernard Walliser.
Les déterminant des comportements individuels sont essentiellement l'adaptation et l'imitation. Un phénomène observable collectif peut être par exemple un équilibre à prix unique sur un marché simple.
L'approche évolutionniste de la microéconomie touche donc d'un côté à l'économie comportementale et de l'autre aux théories de l'auto-organisation telles que la théorie de jeux évolutionniste, la dynamique des populations, voire la physique statistique.

### Théorie du déséquilibre
La théorie du déséquilibre est une tentative de refonder la microéconomie autour de la notion de déséquilibre. Elle a notamment été développée par Edmond Malinvaud.

### Approche comportementaliste

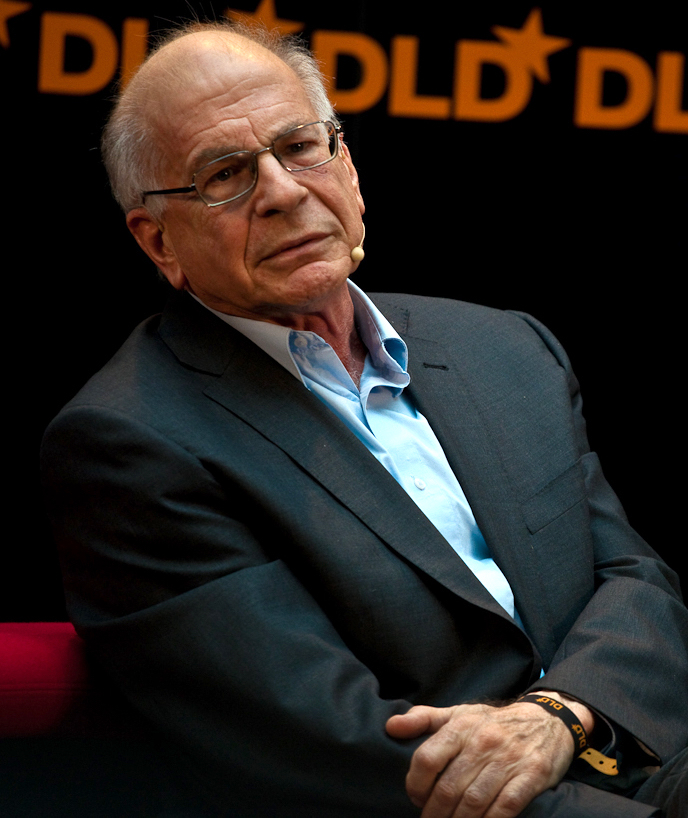
Le psychologue Daniel Kahneman a joué avec son co-auteur Amos Tversky un rôle important dans le développement des méthodes expérimentales et d'une approche comportementale de la microéconomie. Il a reçu le prix Nobel d'économie en 2002 avec Vernon Smith.

À l'opposé de l'approche hypothético-déductive de la microéconomie néo-classique, l'approche comportementaliste s'appuie sur des résultats expérimentaux pour construire de manière inductive une théorie du comportement des agents économiques.
Cette approche s'est notamment développée dans la lignée des travaux des psychologues Daniel Kahneman et Amos Tversky qui, à la suite de leurs travaux expérimentaux montrant que les hypothèses de la théorie de l'utilité espérée n'étaient pas vérifiées empiriquement, ont développé la théorie des perspectives (Kahneman et Tversky 1979).
Une importante littérature s'est intéressée aux problèmes de cohérence temporelle dans la théorie de la décision intertemporelle en mettant en avant des problèmes de contrôle de soi.

## Liens avec d'autres disciplines

### Liens avec la sociologie économique
Les travaux de sociologie économique sur les marchés ont mis en avant le fait que les marchés sont des constructions sociales. Par exemple, l'étude de Marie-France Garia-Parpet sur le marché aux fraises en Sologne montre que le marché n'est pas « naturel » mais socialement construit et met en avant le rôle des économistes eux-mêmes dans la construction de ce marché parfait,.

## Revues spécialisées
- American Economic Journal: Microeconomics